# 5029 Ireland
Az 5029 Ireland (ideiglenes jelöléssel 1988 BL2) a Naprendszer kisbolygóövében található aszteroida. Carolyn Shoemaker és Eugene Merle Shoemaker fedezte fel 1988. január 24-én.